# Hell Divers
 Hell Divers és una pel·lícula estatunidenca dirigida per George W. Hill, estrenada el 1931. Va ser oficialment la primera "protagonitzada" abans que es deixés créixer el seu bigoti. Gable havia aparegut en un paper secundari en una altra pel·lícula amb Beery, The Secret Six, el mateix any. Per Gable, Hell Divers no va ser una experiència agradable per treballar una altra vegada amb Beery, un actor que personalment no li agradava. Tres anys més tard, Gable cobraria més que Beery en l'èpica China Seas. Altres actors que apareixen són Conrad Nagel, Dorothy Jordan, Marjorie Rambeau i Marie Prevost. Un Robert Young que no surt als crèdits apareix gairebé al final de la pel·lícula en un paper parlat, com Graham, un pilot.

## Argument
Hell Divers és una pel·lícula de 1931 protagonitzada per Wallace Beery i Clark Gable com a oficials a bord de l'USS Saratoga. Beery és el veterà que mira d'entrebancar el jove Gable; la història és convencional però la representació és magnífica.
La pel·lícula presenta seqüències considerables d'operacions a bord del Saratoga, amb dramàtiques preses d'enlairaments i aterratges del Curtiss F8C "Helldivers", bombarders biplans, el nom dels quals dona nom a la pel·lícula. Les escenes inclouen un exercici en el qual els Hell Divers enfonsen un vell cuirassat en pocs minuts, com havia de passar a Pearl Harbor només deu anys més tard.

## Repartiment
- Wallace Beery: CPO H.W. 'Windy' Riker
- Clark Gable: CPO Steve Nelson
- Conrad Nagel: D.W. 'Duke' Johnson
- Dorothy Jordan: Ann Mitchell
- Marjorie Rambeau: Mame Kelsey
- Marie Prevost: Mrs. Lulu Farnsworth
- Cliff Edwards: Baldy
- John Miljan: Jack Griffin
- Landers Stevens: Admiral
- Reed Howes: tinent Fisher
- Alan Roscoe: Capità, U.S.S Saratoga
- Frank Conroy: Chaplain